# Saint-Angel (Allier)
Saint-Angel ist eine französische Gemeinde mit 753 Einwohnern (Stand: 1. Januar 2022) im Département Allier in der Region Auvergne-Rhône-Alpes. Sie gehört zum Arrondissement Montluçon und zum Kanton Commentry.

## Geographie
Saint-Angel liegt in der Landschaft Bocage Bourbonnais, rund sieben Kilometer ostnordöstlich von Montluçon.

### Nachbargemeinden
Umgeben ist Saint-Angel von den Nachbargemeinden Verneix im Norden, Bizeneuille im Nordosten, Deneuille-les-Mines im Osten, Doyet im Osten und Südosten, Chamblet im Süden, Néris-les-Bains im Süden und Südwesten, Montluçon im Südwesten und Westen, Désertines im Westen sowie Saint-Victor im Nordwesten.

## Bevölkerungsentwicklung
| Jahr      | 1962 | 1968 | 1975 | 1982 | 1990 | 1999 | 2006 | 2019 |
| Einwohner | 441  | 451  | 401  | 548  | 629  | 685  | 729  | 761  |

## Sehenswürdigkeiten

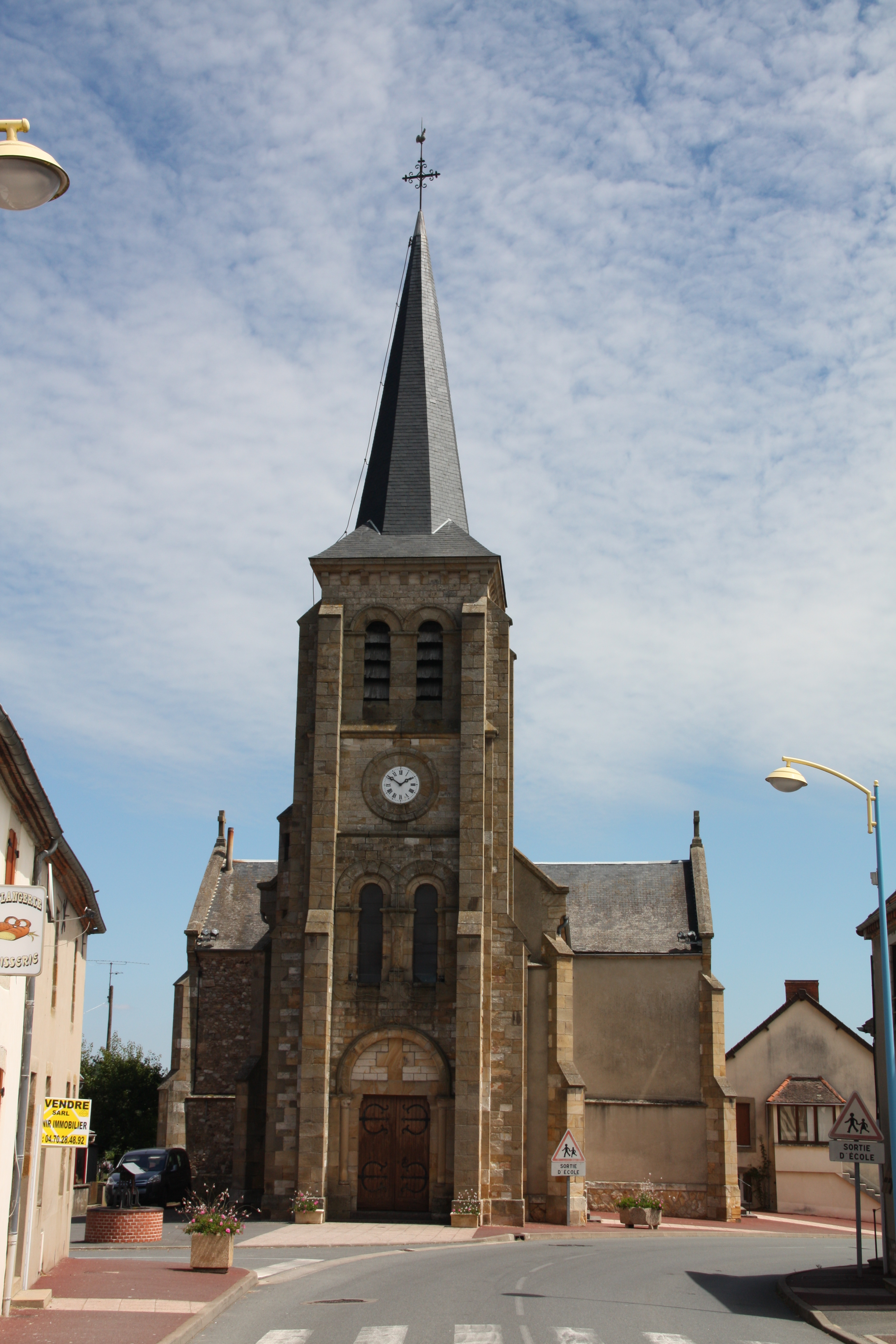
Kirche Saint-Michel

- Kirche Saint-Michel, 1901 erbaut